# Beatrice av Savojen
Beatrice av Savojen, född 1198, död 1267, var grevinna av Provence 1220-1245 som gift med Raimond Berengar IV av Provence. Hon spelade en politisk roll i Provence under sin dotters regeringstid vid flera tillfällen. Genom sina mäktiga svärsöner kunde hon utöva påtryckningar på sin äldsta dotters make, med vilken hon 1246-59 hade en konflikt om sina kontroll över sin änkedomen i Savojen. År 1264 var hon regent i sitt födelseland Savojen under sin brors frånvaro.